# Mastoidite

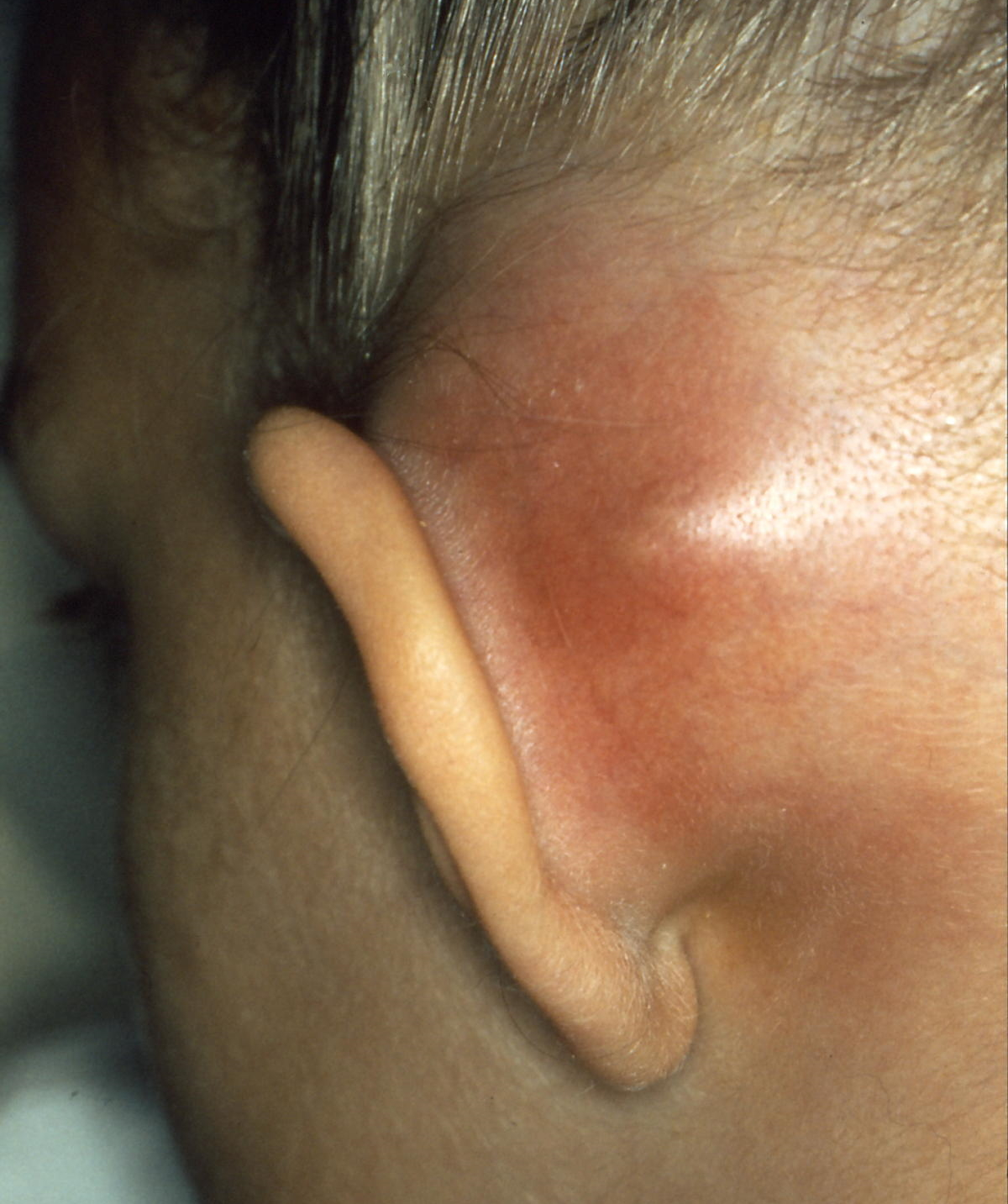
Mastoidite: Infecção do mastóide, osso atrás da orelha

A mastoidite aguda é uma infecção bacteriana localizada no processo mastóide (uma estrutura do osso temporal), a proeminência situada atrás da orelha. Comumente, este distúrbio ocorre quando uma otite média aguda não tratada ou tratada de modo inadequado dissemina-se do ouvido médio até o osso circunjacente (osso temporal) e atinge esta estrutura (o processo mastoide). Pode resultar também de um nódulo linfático aumentado e inflamado ou de uma linfoadenopatia.

## Sintomas
Os sintomas geralmente manifestam-se duas ou mais semanas após uma otite média aguda, à medida que a disseminação da infecção destrói a parte interna do processo mastoide. Pode ocorrer a formação de um abcesso no osso. A pele que recobre o processo mastoide pode tornar-se hiperemiada, inflamada e dolorosa e o ouvido externo é deslocado para o lado e para baixo. Outros sintomas são a febre, a dor ao redor e no interior do ouvido e uma secreção cremosa e abundante do ouvido. Todos esses sintomas normalmente pioram. A dor tende a ser persistente e latejante. A perda auditiva é progressiva. A tomografia computadorizada (TC) revela que as células aéreas (espaços no osso que normalmente contêm ar) do processo mastoide estão cheias de líquido. À medida que a mastoidite evolui, os espaços aumentam. Uma mastoidite tratada inadequadamente pode acarretar surdez, infecção do sangue (sépsis), meningite, abcesso cerebral ou morte. O velamento parcial das células mastoideas lado direito podem causar náuseas, dores no ouvido e mal estar.

## Tratamento
O tratamento normalmente é iniciado com a administração intravenosa de um antibiótico. Uma amostra da secreção é examinada para a identificação do microrganismo responsável pela infecção e para a determinação dos antibióticos que mais provavelmente eliminarão a sua eliminação. A seguir, a antibioticoterapia é ajustada de acordo com os resultados e é mantida por no mínimo 2 semanas. Se houver a formação de um abcesso no osso, ele é drenado cirurgicamente.